# Estilo Cisneros

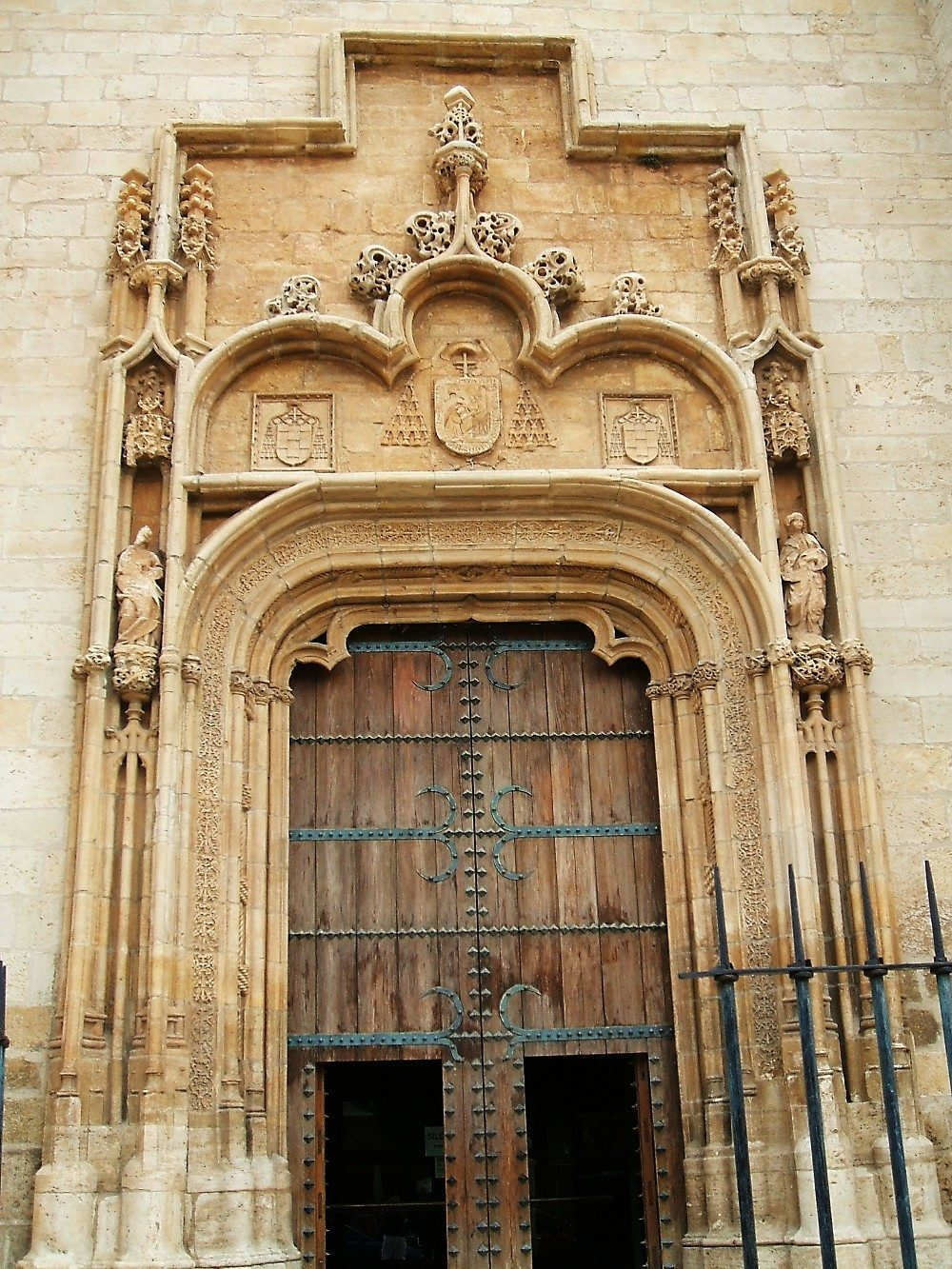
Portada de la Iglesia Magistral de los Santos Niños Justo y Pastor. Alcalá de Henares.

Estilo Cisneros o estilo cisneriano (también denominado arquitectura cisneriana, renacimiento cisneriano o gótico cisneriano) fue una modalidad decorativa del gótico final y el primer renacimiento españoles, localizado temporalmente entre finales del siglo XV y comienzos del siglo XVI, y espacialmente en el centro peninsular, especialmente en Toledo, vinculado a la figura de Francisco Jiménez de Cisneros (el cardenal Cisneros) y en muchos rasgos similar al plateresco.

## Arquitectura

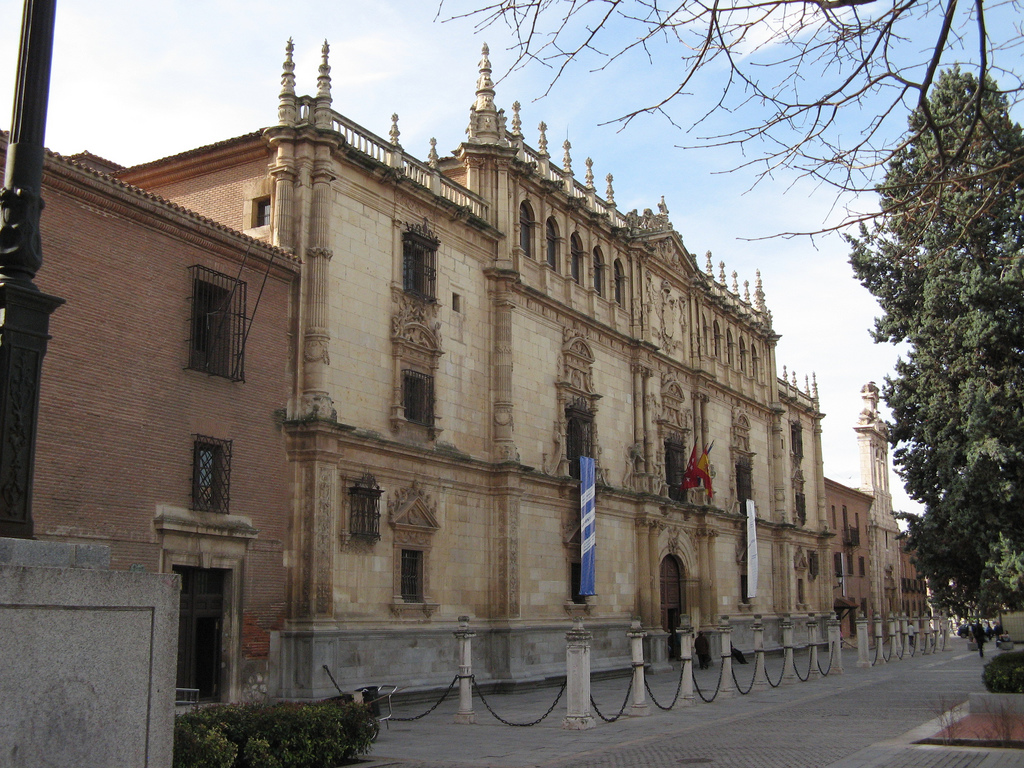
Colegio Mayor de San Ildefonso de la Universidad de Alcalá de Henares. El cuerpo central se reconstruyó en estilo clasicista por Rodrigo Gil de Hontañón. El edificio original estaba construido de ladrillo, material propio de la arquitectura mudéjar (la sustitución del "barro" por el "mármol" quedó inmortalizada epigráficamente en el patio interior con la frase que Cisneros habría dirigido a Fernando el Católico, que se burlaba de la pobreza de los materiales de construcción empleados -Et luteam olim marmoream nunc-). En el extremo más lejano se encuentra una parte destacada de la construcción original: la fachada en piedra con espadaña de la capilla, donde se encuentra la tumba de Cisneros. En el interior del colegio se halla el paraninfo.

Esencialmente el Cisneros es un estilo arquitectónico, diferenciable del estilo isabelino y del estilo plateresco, reconocible por sus características decorativas que unen formas renacentistas con mudéjares. Se desarrolló principalmente en el programa arquitectónico de la archidiócesis de Toledo en la época del cardenal Cisneros, bajo la dirección del arquitecto Pedro de Gumiel.
Las obras más importantes que cabe reseñar son, en la catedral de Toledo, la sala capitular (1504-1512, con traza de Gumiel y Enrique Egas, y artesonados de Diego López y Francisco de Lara); y en Alcalá de Henares la iglesia Magistral y el paraninfo y la capilla de San Ildefonso de la Universidad (1499-1516, con traza de Gumiel, yeserías de Gutiérrez de Cárdenas y Pedro de Villarroel y carpintería de Andrés de Zamora, Bartolomé Aguilar, Pedro Izquierdo y Hernando de Sahagún).

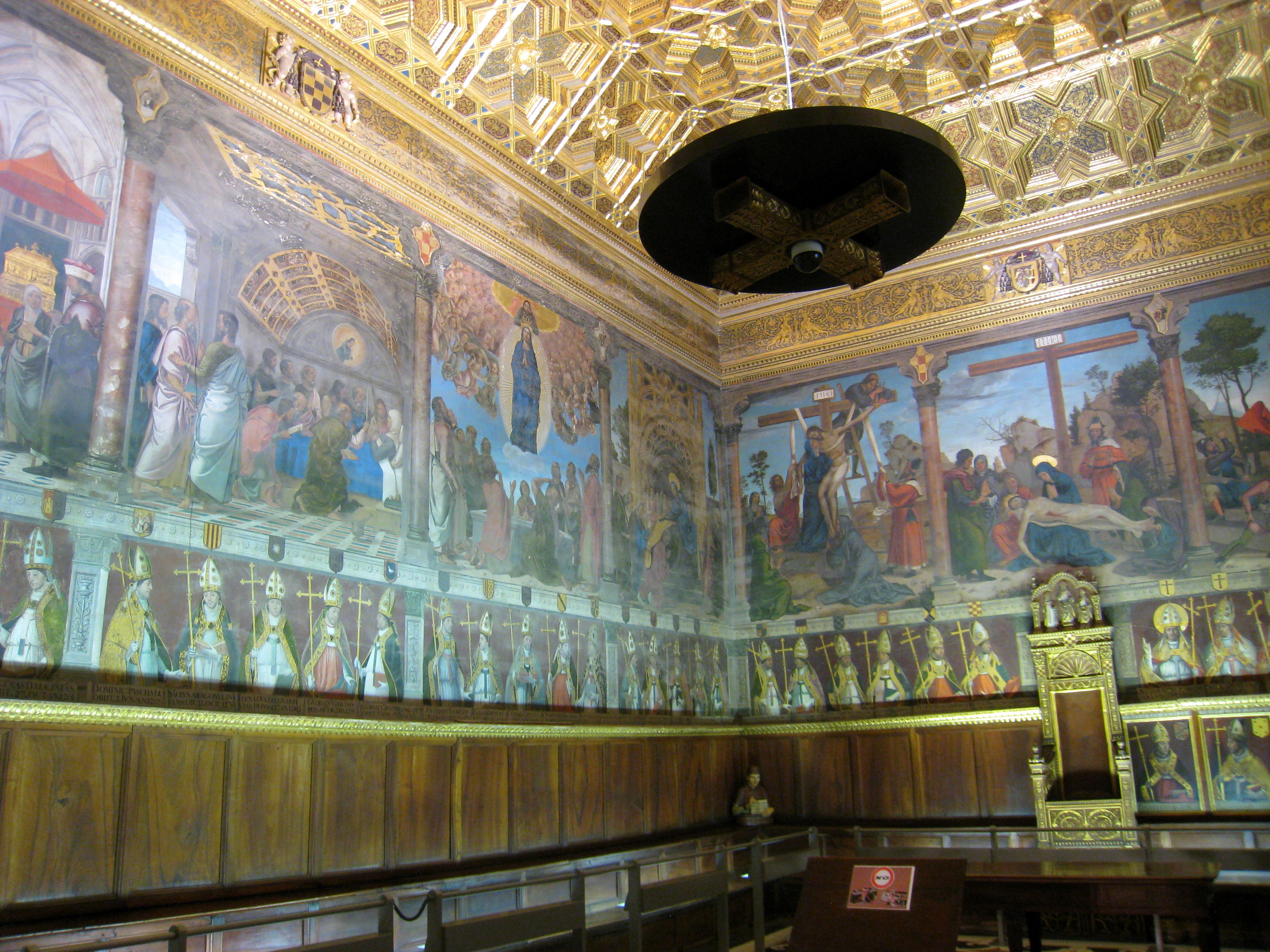
Sala Capitular (Catedral de Toledo)
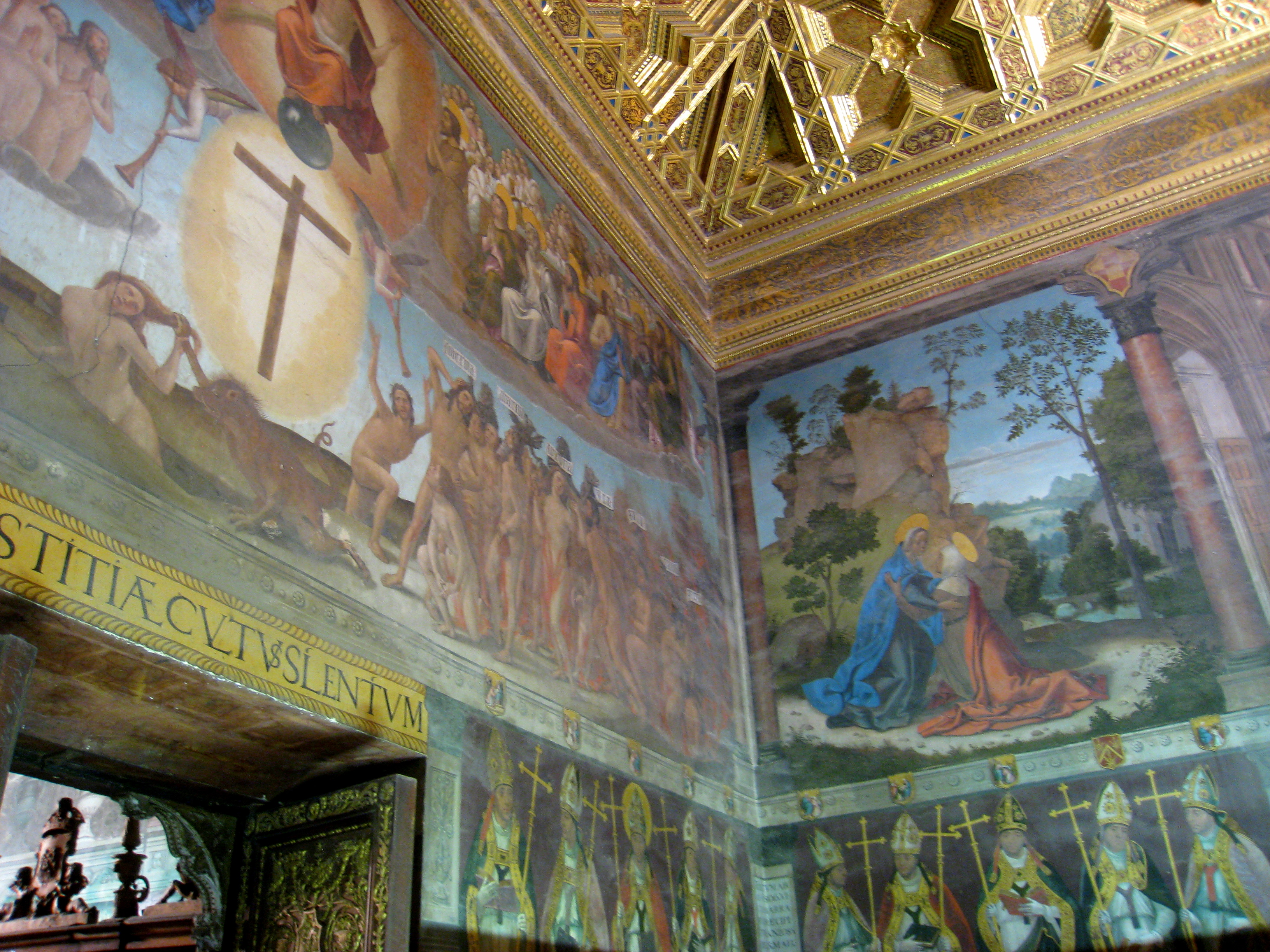
Sala Capitular (Catedral de Toledo)
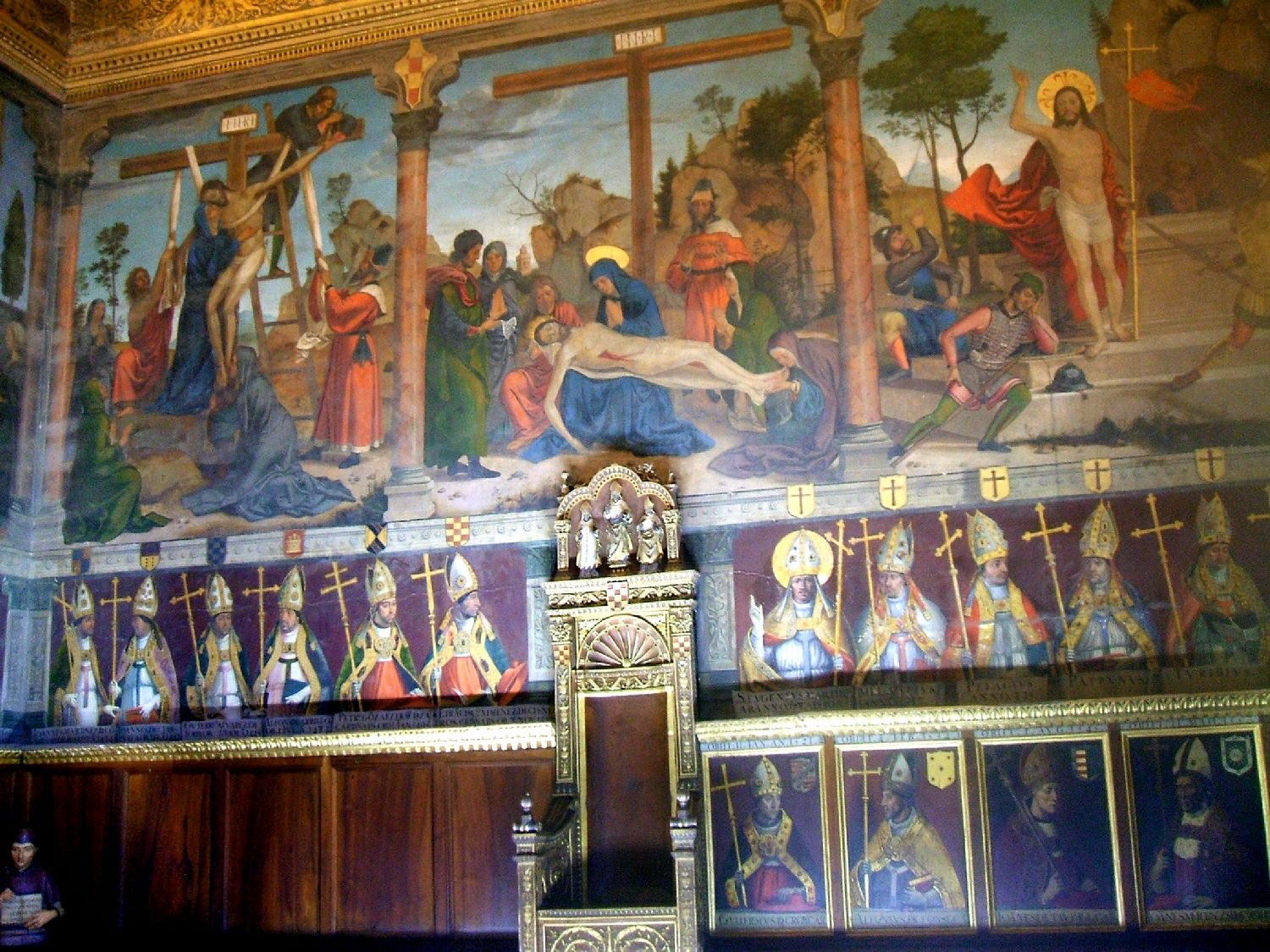
Sala Capitular (Catedral de Toledo)

## Pintura y escultura
Pedro Gumiel dirigió también la construcción del retablo mayor de la Catedral de Toledo (1497-1504), coordinando el trabajo pictórico de Juan de Borgoña y el escultórico de Petijuan (Petit Joan), Rodrigo Alemán, Felipe Bigarny y Copin de Holanda, artistas de la órbita estilística hispanoflamenca, además de Enrique Egas y Sebastián de Almonacid.
En la sala capitular de la misma catedral Gumiel y Egas diseñaron una estructura constructiva de tradición mudéjar para acoger un importante programa pictórico, confiado a Borgoña, que en la antesala es italianizante y en la sala propiamente dicha (tras una puerta enmarcada por un alfiz con yesería mudéjar) responde a criterios del mudéjar interior de carácter palaciego (frescos, artesonado y galería de retratos), sin dejar de mostrar rasgos procedentes del Quattrocento florentino.
El mismo Borgoña decoró la capilla mozárabe con un ciclo de frescos que representan la Conquista de Orán por Cisneros (1514).
Los discípulos de Borgoña (Francisco de Comontes, Juan de Villoldo y Juan Correa de Vivar) prolongaron su influencia en la pintura española de la primera mitad del siglo XVI o Alto Renacimiento en España.

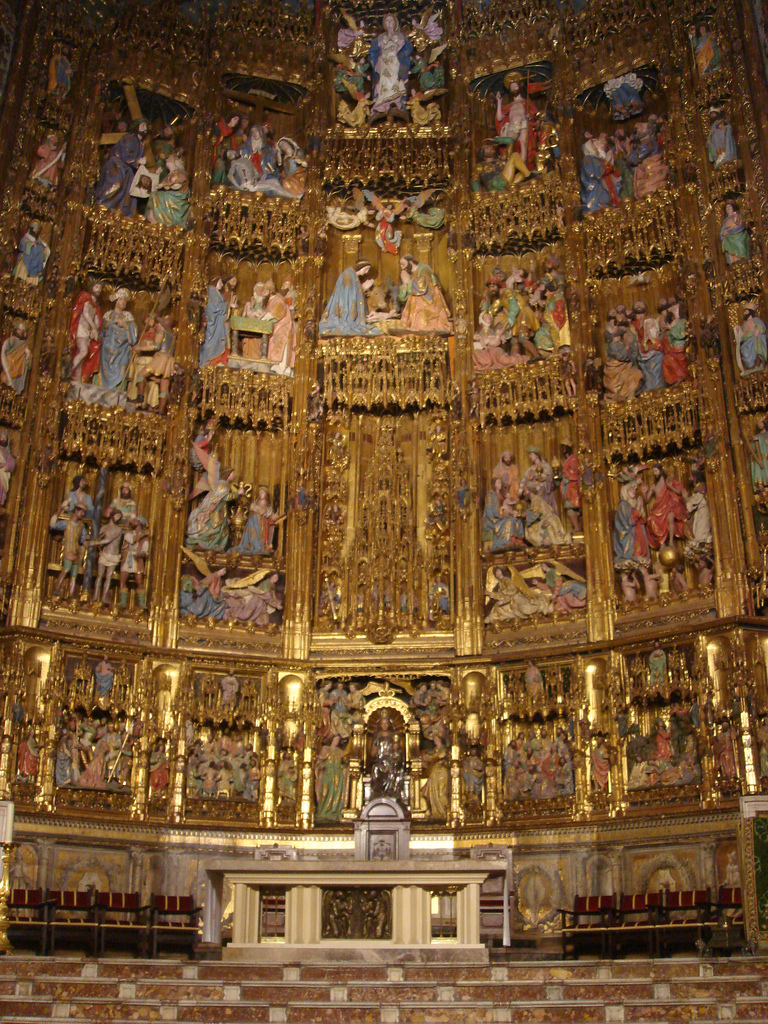
Retablo de la Capilla Mayor (Catedral de Toledo).
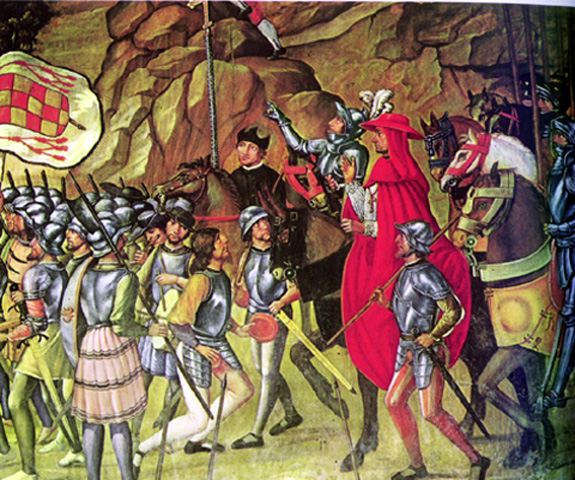
Cisneros en la Toma de Orán. Fresco de la Capilla Mozárabe (Catedral de Toledo), Juan de Borgoña.
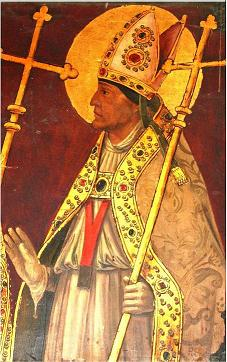
San Julián de Toledo, en la galería de retratos de la Sala Capitular (Catedral de Toledo), Juan de Borgoña.